# Hat 2 da Back (canção)
"Hat 2 da Back"  é uma canção do grupo americano TLC, do seu álbum de estreia, Ooooooohhh... On the TLC Tip (1992). Foi lançado como o quarto single do álbum. A música contém amostras de "Big Ole Butt" de LL Cool J e "What Makes You Happy" de KC and the Sunshine Band. "Hat 2 da Back" alcançou o número 30 na Billboard Hot 100 e número 14 na Hot R&B Singles.

## Videoclipe
O videoclipe é construído em torno de uma versão remixada da música. O vídeo mostra o grupo cantando a música durante uma sessão de fotos e um show, onde um homem as observa e fantasia sobre elas em roupas apertadas, em oposição às roupas folgadas que elas preferem. Os duos de hip hop Kris Kross e Illegal aparecem no vídeo.

## Faixas
- US CD single[3]

1. "Hat 2 da Back" (Remix Radio Edit) – 4:12
2. "Hat 2 da Back" (Extended Remix) – 5:50
3. "Hat 2 da Back" (Remix Instrumental) – 4:12

- US 12" single[4]

A1. "Hat 2 da Back" (Extended Remix) – 5:50
A2. "Hat 2 da Back" (Remix Radio Edit) – 4:12
B1. "Hat 2 da Back" (Album Version) – 4:16
B2. "Hat 2 da Back" (Remix Instrumental) – 4:12
- US cassette single[5]

1. "Hat 2 da Back" (Radio Edit) – 4:07
2. "Hat 2 da Back" (Album Version) – 4:16